# نوئیت
نوئیت (به انگلیسی: Nuit) (همچنین با نام‌های نو، نوت یا نوئیث) ایزدبانویی در تلما می‌باشد که ناطق نخستین فصل کتاب شریعت است. کتاب شریعت متن مقدس تلما می‌باشد که توسط آلیستر کراولی در ۱۹۰۴ میلادی نوشته یا دریافت شده‌است.
نوت ایزدبانوی آسمان مصری می‌باشد که بر شوهر/برادرش گب، خدای زمین، خم شده‌است. او معمولاً به صورت زنی برهنه که با ستاره‌ها پوشانده شده‌است نمایش داده شده‌است.

## ایزدبانوی تلما
در این مکتب، نوئیت یک سوم از عالم وجود سه‌گانه، به همراه هدیت (همتای مذکرش) و را هور خوئیت، فرزند تاج گذاشته و پیروز، می‌باشد. وی عناوین زیادی همچون «شهبانوی وسعت بیکران»، «بانوی ستارگان ما» و «بانوی آسمان پرستاره» دارد. نوئیت نمایندهٔ دایره‌ای بیکران و مبسوط است که محیط آن غیرقابل اندازه‌گیری می‌باشد و مرکز آن همه جا هست (چرا که هدیت نقطهٔ کوچک بیکران در هستهٔ هر چیز مجرد است). طبق اصول تلما، این فعل و انفعالی بین این دو قاعدهٔ کیهانی می‌باشد که عالم آشکار همسان با عصر گنوسی را ایجاد می‌کند.
برخی نقل قول‌هایش از نخستین فصل کتاب شریعت (لیبر ال ول لجیس):
- «هر مرد و زن یک ستاره است.» (کتاب شریعت ۱:۳)
- «پیش آیید، ای فرزندان، زیر ستارگان و لبریز عشق را برگیرید.» (کتاب شریعت ۱:۱۲)
- «چرا که من به جهت عشق تقسیم شده‌ام، برای شانس وحدت.» (کتاب شریعت ۱:۲۹)
- «کلمهٔ شریعت Θελημα است. آنکه ما را تلمیت بنامد خطا نکرده‌است. اگر که در کلمه بنگرد بل دقیق. چرا که در آن سه رتبه هست، تارک دنیا، عاشق و مرد زمین. چنان کن آنچه اراده کنی، کل شریعت بود.» (کتاب شریعت ۱:۳۹–۴۰)
- «برای اراده ات، بی تخفیف مقصود، آزاد از شهوت نتیجه، همه ره کمال است.» (کتاب شریعت ۱:۴۴)
- «مرا زیر ستاره‌هایم طلب کن! عشق، شریعت، عشق، اراده بود…» (کتاب شریعت ۱:۵۷)
- «من در زمین لذات غیرقابل تصوری می‌دهم: قطعیت، نه ایمان، در زندگی، در مرگ؛ صلح به زبان نیاوردنی، سکون، خلسه؛ چیزی به عنوان قربانی طلب نمی‌کنم.» (کتاب شریعت ۱:۵۸)

## اسطوره‌شناسی
نوت (به انگلیسی: Nut) از ایزدان ۹ گانه مصر باستان (هلیوپولیتان‌ها) می‌باشد. یونانیان او را گاه با رئا (به انگلیسی: Rhea) یکی می‌گرفتند. او ایزد بانوی آسمان بود، اما در این نکته بحث هست که در اعصار تاریخی برای او آیین ویژه‌ای وجود داشته‌است یا نه. او خواهر همزاد گب بود و می‌پنداشتند که به رغم ارادهٔ راع، پنهانی با او ازدواج کرد. راع خشماگین به واسطهٔ شو این زوج را سرسختانه از هم جدا کرد و آن گاه فرمان داد که نوت نباید در هیچ ماهی از سال فرزندی به دنیا آورد. بنا به گفته پلو تارک، توث بر او دل سوزاند و با ماه به نوعی بازی شطرنج پرداخت و در طول چند بازی توانست هفتاد و دومین بهر نور ماه را به چنگ آورد که از آن پنج روز نو پدید آمد. از آن جایی که این پنج روز افزوده، جزو گاه‌شمار رسمس سی صد و شصت روزهٔ مصر به‌شمار نمی‌رفت، نوت توانست به ترتیب پنج فرزند به دنیا آورد: آزیس، هارئریس (هوروس)، ست، ایزیس و نفتیس.